# جام ۵۰مین سالگرد کی‌تی‌اف‌اف
جام ۵۰مین سالگرد کی تی اف اف (به انگلیسی: KTFF 50th Anniversary Cup)، مسابقاتی تحت نظر سازمان ان اف بورد بود که به مناسبت پنجاهمین سالگرد تأسیس فدراسیون فوتبال جمهوری ترک قبرس شمالی برگزار شد.
در این جام، سه تیم قبرس شمالی، ساپمی وکوزوو شرکت که در آن قبرس شمالی برنده شد.

## نتایج
لاپ‌لند ۲ - ۶  قبرس شمالی
 لاپ‌لند ۱ - ۴  کوزوو
 کوزوو ۰ - ۱  قبرس شمالی
| تیم        | بازی | برد | مساوی | باخت | زده | خورده | تفاضل | امتیاز |
| ---------- | ---- | --- | ----- | ---- | --- | ----- | ----- | ------ |
| قبرس شمالی | ۲    | ۲   | ۰     | ۰    | ۷   | ۲     | +۵    | ۶      |
| کوزوو      | ۲    | ۱   | ۰     | ۱    | ۴   | ۲     | +۲    | ۳      |
| لاپ‌لند     | ۲    | ۰   | ۰     | ۲    | ۳   | ۱۰    | -۷    | ۰      |